# Église Notre-Dame-des-Fièvres d'Halluin
L'église Notre-Dame-des-Fièvres est une église catholique de la ville d'Halluin dans le département du Nord, à la frontière belge. Elle dépend du doyenné des Hauts de Lys de l'archidiocèse de Lille.

## Histoire
L'église Notre-Dame-des-Fièvres, dans le quartier du Colbras, reprend le vocable d'une ancienne chapelledu lieu-dit du Malplaquet, saccagée à la Révolution qui servait de pèlerinage à une statue en bois de tilleul de la Vierge (appelée aussi Notre-Dame du Tilleul) datant de 1377 et refaite au XVIIIe siècle, parvenue jusqu'à nos jours. Une petite chapelle votive a été construite en 1955 à l'emplacement de l'ancienne chapelle (qui datait de 1490), rue de la Lys, sur la route de Bousbecque ; elle a été restaurée en 1999.
La première pierre de l'église est posée à proximité le 15 août 1928, fête de l'Assomption, et le cardinal Liénart consacre l'église le 8 septembre 1931, fête de la Nativité de la Bienheureuse Vierge Marie. 
En 1995, des mouvements du sol liés aux modifications de la nappe phréatique, ont contraint à condamner le fond du chœur. Il est désormais isolé par un mur de brique disgracieux. Seul vestige de la décoration Art déco d'origine, le grand crucifix qui surmontait le maître-autel a été replacé dans le nouveau chœur. 
La façade est rénovée en 2009-2010.
L'église fait partie aujourd'hui de la paroisse Notre-Dame de la Lys qui regroupe aussi l'église Saint-Hilaire et l'église Saint-Alphonse d'Halluin.

## Description
Œuvre de Paul Vilain, l'église de briques Art déco, inspirée du gothique et de l'abbaye de Lophem-les-Bruges, est de plan en croix latine avec un haut clocher au-dessus de la façade. Elle est construite sur pilotis. L'intérieur sans bas-côtés est caractérisé par de larges voûtes massives posées sans colonnes. 